# Pont McVetty-McKenzie
Avec ses 62,81 m, le pont McVetty-McKenzie de Lingwick est le plus long en Estrie. Le pont couvert, qui traverse la Rivière au Saumon, est en treillis de type Town simple construit en bois.

## Histoire
Construit en 1893, ce pont de type Town se démarque par ses fondations en maçonnerie. En 1950, le toit en  bardeaux est emporté par le vent et fut remplacé par un toit en tôle ondulée. Pour des raisons de sécurité, on interdit la circulation automobile à partir de 1979.
En 2003, une dizaine de blocs de granit se détachent du pilier central
.
La restauration permettra la réouverture en septembre 2005.

## Toponyme
Jusqu'en 2012, le pont était connu sous le nom de pont McVetty-McKerry, par contre après des recherches effectuées, le responsable de la maçonnerie était en fait un certain McKenzie, le nom fut donc changé.
Le pont fut construit en 1893 par deux entrepreneurs écossais :
- McVetty : responsable de la structure de bois du pont;
- McKenzie : responsable de la maçonnerie[3].

## Couleur
Le pont et le lambris sont de couleur gris naturel. La couverture est faite d'acier rouge.